# Locride (región)
La Locride [lò-cri-de] es el nombre con el que se identifica un área de la provincia de Reggio Calabria, en la costa jónica de la Calabria.
El área de la Locride tiene una superficie de 1366,60 km² y 134 910 habitantes en 42 comunas con una densidad media de 103 hab./km².
La costa es llamada también Costa dei gelsomini o Riviera dei Gelsomini.

## Territorio

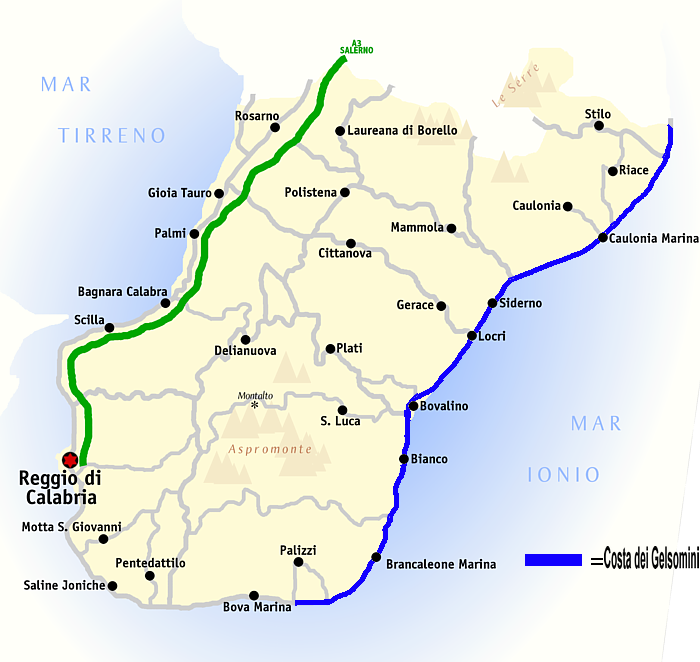
La costa de jazmines indicada por la línea azul

Los 42 pueblos de la Locride, divididos por valles y cabos:
- Vallada Stilaro y de lo Allaro (349,79 km²): Bivongi, Camini, Caulonia, Monasterace, Pazzano, Placanica, Riace, Roccella Jonica, Stignano, Stilo.

- Vallada del Torbido (189,99 km²): Grotteria, Mammola, Martone, Gioiosa Jonica, Marina di Gioiosa Jonica, San Giovanni di Gerace.

- Vallada del Gerace y del Lordo (127 km²): Agnana Calabra, Canolo, Gerace, Locri, Siderno.

- Vallata del Condojanni y del Portigliola  (120 km²): Antonimina, Ardore, Ciminà, Portigliola, Sant'Ilario dello Ionio.

- Vallata del Bonamico (362,57 km²) : Benestare, Bianco, Bovalino, Caraffa del Bianco, Careri, Casignana, Platì, Samo, San Luca, Sant'Agata del Bianco

- Heracleum (140 km²):  Africo, Ferruzzano, Bruzzano Zeffirio, Staiti, Brancaleone, Palizzi.

| Comuna                   | Superficie (en km²) | Población (Nov. 2010) |
| ------------------------ | ------------------- | --------------------- |
| Locride                  |                     |                       |
| Africo                   | 51                  | 3.262                 |
| Agnana Calabra           | 8                   | 618                   |
| Antonimina               | 22                  | 1.384                 |
| Ardore                   | 32                  | 4.973                 |
| Benestare                | 18,57               | 2.492                 |
| Bianco                   | 31                  | 4,330                 |
| Bivongi                  | 25,3                | 1.431                 |
| Bovalino                 | 35                  | 9.011                 |
| Brancaleone              | 38,99               | 3.787                 |
| Bruzzano Zeffirio        | 20                  | 1.208                 |
| Camini                   | 17                  | 738                   |
| Canolo                   | 10                  | 814                   |
| Caraffa del Bianco       | 12                  | 551                   |
| Careri                   | 38                  | 2.365                 |
| Casignana                | 24                  | 826                   |
| Caulonia                 | 100                 | 7.405                 |
| Ciminà                   | 48                  | 599                   |
| Ferruzzano               | 19                  | 796                   |
| Gerace                   | 28                  | 2.840                 |
| Gioiosa Ionica           | 36,99               | 7.240                 |
| Grotteria                | 37                  | 3.280                 |
| Locri                    | 25                  | 12.869                |
| Mammola                  | 80                  | 3.068                 |
| Marina di Gioiosa Ionica | 15                  | 6.612                 |
| Martone                  | 8                   | 569                   |
| Monasterace              | 15                  | 3.546                 |
| Pazzano                  | 15                  | 677                   |
| Palizzi                  | 52,26               | 2.396                 |
| Placanica                | 29                  | 1.246                 |
| Platì                    | 50                  | 3.774                 |
| Portigliola              | 5                   | 1.263                 |
| Riace                    | 16                  | 1.979                 |
| Roccella Ionica          | 37                  | 6.744                 |
| Samo                     | 50                  | 920                   |
| San Giovanni di Gerace   | 13                  | 552                   |
| San Luca                 | 104                 | 4.092                 |
| Sant'Agata del Bianco    | 18                  | 683                   |
| Sant'Ilario dello Ionio  | 13                  | 1.378                 |
| Siderno                  | 38                  | 18.159                |
| Staiti                   | 15                  | 292                   |
| Stignano                 | 78,49               | 1.388                 |
| Stilo                    | 38                  | 2.753                 |
| TOTAL                    | 1366,60             | 134.910               |